# Redcap (Huhn)

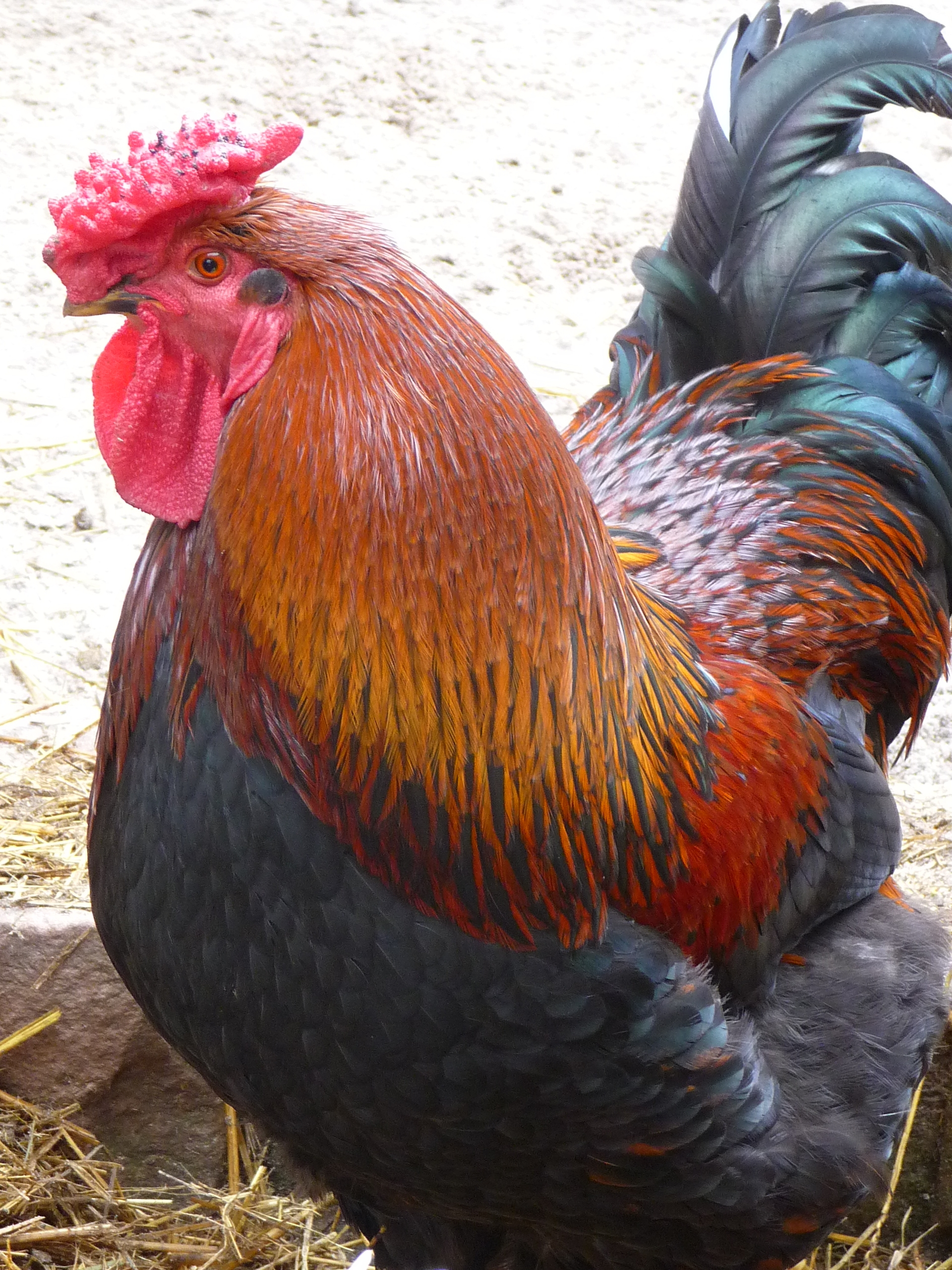
Redcap-Hahn

Der Redcap ist eine englische Hühnerrasse, die sich kennzeichnet durch einen außergewöhnlich großen Rosenkamm.

## Ursprung und Verbreitung
Die Rasse ist in England, in den Grafschaften Derbyshire und Yorkshire entstanden, vermutlich aus Kreuzungen mit altenglischen Fasanenhühnern und Dorkings. Die Rasse ist innerhalb Europas zwar in einigen Ländern anerkannt, wird allerdings nahezu ausschließlich in Großbritannien gezüchtet.

## Merkmale
Der einzige Farbschlag ist gold-schwarzgetupft. Der Rosenkamm ist wuchtig und sollt laut englischem Standard mindestens 7 cm lang und mit gleichmäßig langen Spitzen besetzt sein. Die Läufe sind gelb. Die Ohrlappen sind rot und die Hennen legen weiße Eier (obwohl rote Ohrlappen bei faktisch allen anderen Rassen mit einer braunen Eierfarbe einhergehen).